# Anton Stinglwagner
Anton Stinglwagner (ur. 1913, zm. ?) – zbrodniarz hitlerowski, członek załogi obozu koncentracyjnego Dachau i SS-Scharführer.
Z zawodu malarz pokojowy. Członek NSDAP (1932–1943) i Waffen-SS. W okresie II wojny światowej pełnił służbę w obozie Dachau jako Blockführer (blokowy). Stinglwagner aktywnie uczestniczył w pobiciu kilkudziesięciu więźniów narodowości polskiej w październiku 1939 roku. Przynajmniej 10 więźniów zginęło, wielu zostało wówczas ciężko okaleczonych. Również w październiku 1939 roku Stinglwagner zastrzelił czeskiego rabina, który próbował podtrzymywać na duchu grupę czeskich więźniów przywiezioną do Dachau.
W dniach 12–14 sierpnia 1947 roku odbył się przed amerykańskim Trybunałem Wojskowym w Dachau proces w związku ze zbrodniami popełnionymi w październiku 1939 w obozie Dachau na więźniach polskich i czeskim rabinie, a na ławie oskarżonych zasiedli byli esesmani Anton Stinglwagner oraz Max Lengfelder. Ten pierwszy skazany został na karę śmierci przez powieszenie (zamienioną następnie w akcie łaski na dożywocie), drugi natomiast na karę dożywotniego pozbawienia wolności (po rewizji zamienioną na 20 lat więzienia).